# Tänzerinnen für Tanger
Tänzerinnen für Tanger ist ein deutscher Sexfilm aus dem Jahr 1977.

## Handlung
Nachdem eine Off-Stimme zum Filmthema Zuhälterei hingeführt hat, beginnt die Handlung in Zürich, wo Helga wegen Haschischbesitz ausgewiesen werden soll. Am Bahnhof verspricht ihr ein Unbekannter ein sorgenfreies Leben, liefert sie aber an ein zwielichtiges Lokal in Amsterdam aus. Dort muss sie unter dem Barbesitzer, Zuhälter und Waffenschmuggler Karate Jack als Stripperin arbeiten. Die drogenabhängige Helga wird schließlich nach Tanger verschleppt und macht dort weiter, bis Ermittler dem Treiben auf die Spur kommen. Helgas Freier flieht mit ihr in die Wüste, wo er auf Karate Jack trifft. Es kommt zu einem wilden Kampf, in dessen Verlauf Helga von Jack erschossen wird.

## Hintergrund
Die Identifizierung des Films ist in mehrerer Hinsicht lückenhaft, was für die Branche aber nicht ungewöhnlich ist. Hinter dem als Regisseur ausgewiesenen Guy Gilbert wird der auch als Guy Gibert alias Jack Guy bekannte französische Pornofilmer Yves Coste vermutet. Eine andere Quelle nennt aber den namentlich nicht bekannten Inhaber eines Brüsseler Synchronstudios  als Regisseur. Produziert wurde der Film laut Plakat von Nestor, einem deutschen Tax-Shelter (Steuervermeidungsinstrument) des Schweizer Produzenten Erwin C. Dietrich, anderen Angaben zufolge handelt es sich um eine Co-Produktion von Dietrichs Zürcher Elite Film mit der Pariser Firma Avia Film. Den Namen Helga erhielt die Hauptfigur erst in der französischen Version, da der Lizenzkäufer einen anderen Film mit einer Hauptdarstellerin dieses Namens im Programm hatte. Kinostart war am 20. Mai 1977.

## Kritiken
Der Filmdienst sah in dem Werk einen spekulativen Sexfilm, „in Story, Machart und Ideologie auf primitivstem Niveau.“